# Kouznetsovo
Kouznetsovo (en russe : Кузнецово) est un hameau de Russie dans l'okroug urbain de Tchkalovsk de l'oblast de Nijni Novgorod, siège administratif du conseil rural du même nom.

## Géographie
Le village se trouve dans la partie occidentale de l'oblast de Nijni Novgorod dans une zone de forêts de conifères et de feuillus, sur la rive gauche de la rivière Trotsa, près de son embouchure dans le réservoir de Gorki. Kouznetsovo est à environ 4 km à vol d'oiseau au sud-sud-ouest de la ville de Tchkalovsk à 113 mètres d'altitude.

### Climat
Le climat est caractérisé comme continental tempéré, avec des étés courts et frais et des hivers longs et froids. La température annuelle moyenne de l'air est de 3,6 °C. La température moyenne de l'air du mois le plus froid (janvier) est de -11,8 °C (le minimum absolu est de -40 °C) ; le mois le plus chaud (juillet) - 18,4 ° C (maximum absolu - 37 ° C). La période sans gel dure en moyenne 111 jours. Les précipitations annuelles moyennes sont de 586 mm, dont 410 mm entre avril et octobre. La durée de l'enneigement est en moyenne de 154 jours.

## Population
- 2002: 1239 habitants
- 2010: 1123 habitants